# Duško Gojković
Duško (Dušan) Gojković (srbska cirilica Душко Гојковић), srbski jazz trobentač, skladatelj, vodja zasedb in aranžer * 14. oktober 1931, Jajce, Kraljevina Jugoslavija, † 5. april 2023.
Gojković je edini srbski jazz glasbenik, ki ga lahko najdemo v vseh svetovnih glasbenih enciklopedijah, postal pa je tudi največji izvoznik srbskega jazza v svet in največje srbsko ime jazza na svetovni sceni.

## Življenjepis

### Zgodnja leta
Rodil se je leta 1931 v Jajcu v današnji Bosni in Hercegovini, kot eden od štirih otrok očeta Vuksana in matere Kristine. Med vojno je izgubil očeta, ki je bil ustreljen kot pripadnik četnikov, njegov brat pa se je po vojni izselil v Avstralijo. Tako je ostal brez družine in leta 1946 prišel v Beograd, kjer je obiskoval gimnazijo in glasbeno šolo Stanković, bil pa je pod neprestanim nadzorstvom komunističnih oblasti zaradi igranja prepovedanega jazza na javnih mestih.
„Na sprejemnem izpitu v glasbeni šoli Stanković sem odpel neko rusko pesem s klavirjem in jim povedal, da se želim učiti igranja trobente, ker imam ta instrument doma in da igram jazz v šolskem orkestru. Ravnatelj šole je sumnjičavo vrtel glavo zaradi jazza, vendar so me sprejeli in končno sem pričel igrati trobento. Mojih improvizacij ni mogel nihče nadzirati. Jazz je svoboda.“

### Kariera
Med letoma 1948 in 1953 je študiral glasbo na Glasbeni akademiji v Beogradu. Že kot študent je z 18 leti igral trobento v številnih jazz in dixieland zasedbah ter v velikem orkestru Radia Beograd. Po petih letih, ki jih je preživel v Jugoslaviji, je prerasel nivo balkanskega muziciranja in se odločil, da nadaljuje svojo kariero v Zahodni Nemčiji. Leta 1956 je posnel prvo LP ploščo kot član zasedbe Frank All Stars. Naslednja štiri leta je preživel kot prvi trobentač orkestra Kurta Edelhagna. Nekaj časa je sodeloval tudi z orkestrom Maxa Gregerja. Ko je zapuščal orkester, je iskal zamenjavo, zato je v orkester povabil prijatelja Mojmirja Sepeta, ki je tačas igral trobento v Plesnem orkestru Radia Ljubljana. Sepe je njegovo ponudbo sprejel, vendar je pri Gregerju vztrajal le dva meseca, potem pa se je vrnil v Adamičev orkester. Skozi leta je Gojković igral z vidnimi jazz glasbeniki, kot so Chet Baker, Stan Getz in Oscar Pettiford.

»Prvi glasbenik, slišal sem ga na "Voice of America" – Roy Eldridge. Ko sem ga slišal kako igra, sem rekel: 'E, to je moja glasba, želim si igrati to"!' Poleg tega sem seveda poslušal Louisa Armstronga, pa potem Dizzyja in druge. Amapak prvi je bil Roy Eldridge, pravi swinger, Chicago stil, in to me je tako navdušilo.«

Gojković o prvi glasbi v življenju, ki se jo spomimnja.
V ZDA je prvič nastopil z Evropskim mladinskim orkestrom leta 1958 na Newport Jazz Festivalu, s svojim stilom igranja pa je pritegnil veliko pozornosti.
Leta 1961 mu je bila ponudena štipendija za študij komponiranja in aranžiranja na Berklee School of Music. Potreboval je priporočilo, kar je tudi dobil. To so mu na jedilnik neke kavarne v Frankfurtu, kjer so zajtrkovali, napisali Stan Getz, Art Farmer in Oscar Pettiford. Sprejel je ponudbo in dokončal študij.
Po koncu študija ga je kanadski vodja orkestra Maynard Ferguson povabil v svoj orkester. Gojković je v orkestru nastopal kot drugi trobentač vse do premora leta 1964. S sodelovanjem s Fergusonom je Gojković dobil reputacijo odličnega in velikega glasbenika ter izrednega solista.
Zatem se je vrnil v Evropo, kjer je leta 1966 osnoval svoj sekstet, s katerim je posnel prvi album Swinging Macedonia. Producent albuma je bil Eckart Rahn, album pa vsebuje Gojkovićeve kompozicije, ki so nastale pod vplivom balkanske glasbe. Album je eden izmed temeljev balkanskega jazza.
V naslednjih letih je igral in sodeloval s številnimi zanimi imeni jazza, kot so Miles Davis, Dizzy Gillespie, Oscar Pettiford, Gerry Mulligan, Sonny Rollins, Duke Jordan, Slide Hampton, itd.
Med letoma 1968 in 1973 je sodeloval v Kenny Clarke/Francy Boland Big Bandu.
Leta 1968 se je nastanil v Münchenu in ustanovil svojo veliko zasedbo z umetniki, kot je Rolf Ericsson, s katerim je nastopal vse do leta 1976.
Leta 1986 je ustanovil še en orkester, s katerim sodeluje vse do danes. Njegova pričakovana vrnitev na jazz sceno je prišla z albumom Soul Connection leta 1994, s katerim je osvojil več priznanj.
Dve leti kasneje je posnel album Soul Collection, tokrat z veliko zasedbo. Še en odličen album je izdal leta 1997, Balkan Blue. Gre za dvojni CD: na prvem so posnetki kvinteta z italijanskim saksofonistom Giannijem Bassom, na drugem pa so posnetki z orkestrom severnonemškega radia v jazz ritmu z Gojkovićem kot solistom. Naslednji album, In My Dreams, ki je izšel leta 2001, je posnel z lastnim kvartetom.
Leta 2003 je z albumom Samba do Mar začel novo poglavje svoje kariere, ko je prvič komponiral glasbo z vplivi brazilske glasbe.
Leta 2004 je nastopil na 200-letnici moderne srbske državnosti skupaj z mednarodnim beograjskim All Star Big Bandom, s katerim je posnel zgoščenko A Handful O'Soul.
Njegov album Samba Tzigane je izšel leta 2006, z njim pa je Gojković na koncertu v Beogradu proslavil svoj 75. rojstni dan.
Leta 2013 je izšel album The Brandenburg Concert – Dusko Goykovich With Strings s posnetki Gojkovića na koncertu v nemškem Brandenburškem gledališču ob spremljavi Brandenburškega orkestra. Istega leta je z Big Band RTS in Martinom Gjakonovskim posnel album Latin Haze, ki je izšel leto kasneje pri srbski založbi PGP RTS, leta 2015 pa je izšel tudi v Nemčiji pri založbi Enja, vendar z drugačno naslovnico in eno skladbo manj.

## Izbrana diskografija
| - Swinging Macedonia (1966) - As Simple as It Is (1970) - After Hours (1971) - It's About Blues Time (1971) - Ten to Two Blues (1971) - Slavic Mood (1974) - East of Montenegro (1975) - Wunderhorn (1977) - Trumpets & Rhythm Unit (1979) - Blues in the Gutter (1983) - A Day in Holland (1983) - Adio-Easy Listening Music (1983) - Snap Shot (1983) - Celebration (1987) - Balkan Blue (1992) - Soul Connection (1994) - Bebop City (1995) - Balkan Connection (1996) - European Dream (1999) - Golden Earrings (1999) - Portrait (2001) - In My Dreams (2001) - 5 Horns and Rhythm (2002) - Samba Do Mar (2003) - One for Klook (2004) - A Handful o' Soul (2005) - Slavic Mood (2006) - Samba Tzigane (2006) - Summit Octet: 5ive Horns & Rhythm (2010) - Tight But Loose (2011) - The Brandenburg Concert (2013) - Latin Haze (2014) | Kenny Clarke/Francy Boland Big Band - Swing, Waltz, Swing (1966) - Faces (1968) - Latin Kaleidoscope (1968) - Fellini 712 (1969) - All Blues (1969) - More Smiles (1969) - Off Limits (1970) - November Girl (1975) s Carmen McRae Ekrem & Gypsy Groovz - Rivers of Happiness (2005) Emergency - Emergency (1971) Maynard Ferguson - The New Sounds of Maynard Ferguson and His Orchestra (1964) Woody Herman - Live in Antibes (1965) - Woody's Winners (1965) - Jazz Hoot (1965) - Woody Live East and West (1965) - My Kind of Broadway (1965) Dušan Prelević - U redu, pobedio sam (1991) Alvin Queen - Ashanti (1981) Sarajevo Big Band in Sinan Alimanović - Najveći koncert u gradu (2000) YU All Stars 1977 - 4 Lica Jazza (1978) |